# Будинок із химерами
Буди́нок із химе́рами (1901–1902) — цегляна споруда з прикрасами міфологічних та мисливських сюжетів, є головною архітектурною спорудою раннього неоготичного стилю Києва, столиці України. Свою назву отримала завдяки скульптурним прикрасам, тематика яких — тваринний наземний та підводний світи, атрибути полювання, міфічні істоти.

## Розташування
Розташована на вулиці Банковій, 10. Архітектор — Владислав Городецький, який збудував її у 1901–1903 роках як прибутковий будинок із помешканням для своєї родини. Місце для будови обрав над крутим урвищем на Банковій вулиці. Скульптурні прикраси за власними ескізами виконав скульптор Еліо Саля.

## Архітектура

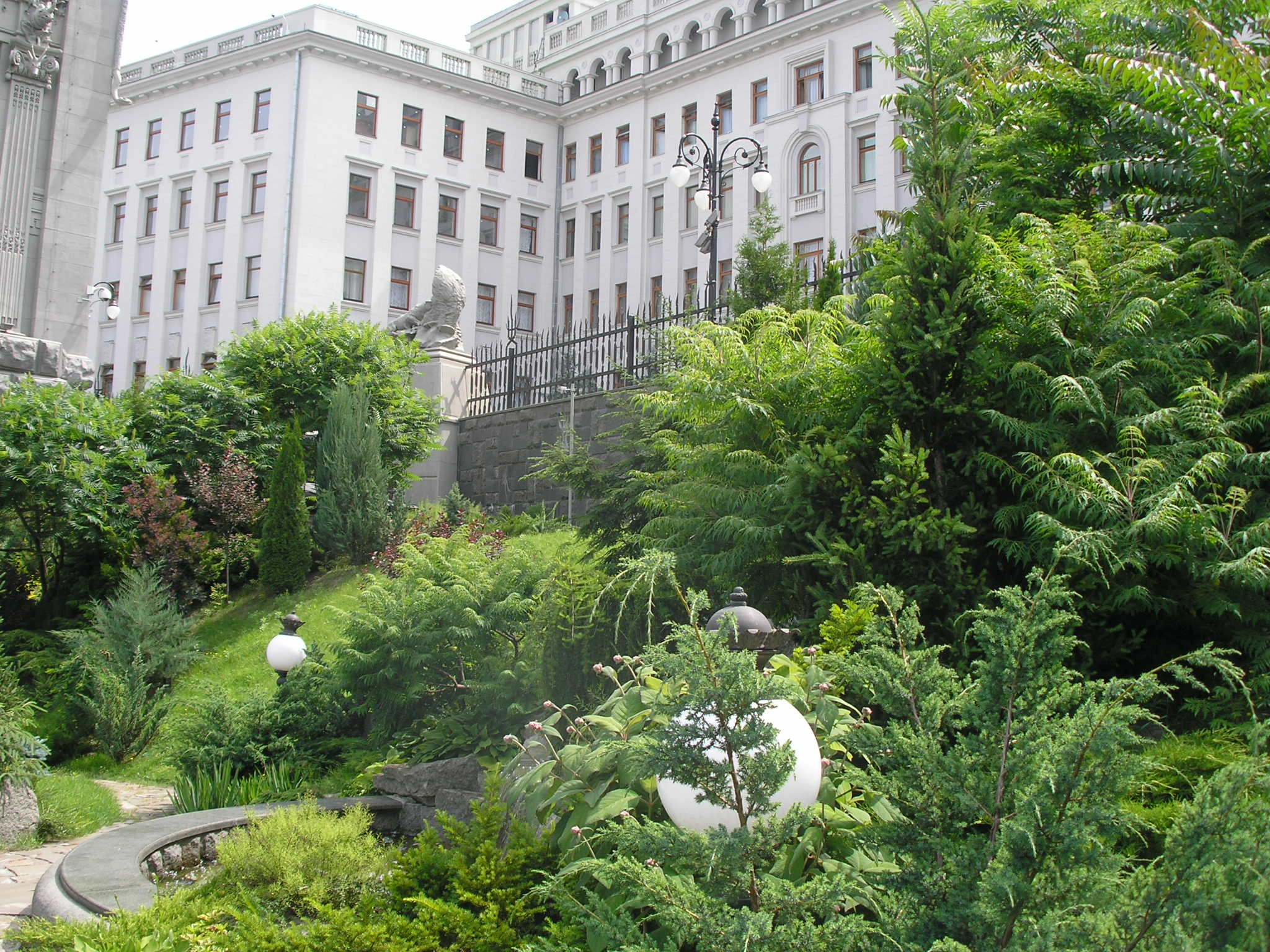
«Дворовий садок» з фонтаном

Будинок спроєктовано у формі куба: з боку вулиці Банкової він має три, а з боку площі Івана Франка — шість поверхів. У вільному плануванні використано принцип функціонального взаємозв'язку ізольованих груп приміщень (парадних, житлових, господарських), що притаманно розкішним помешканням початку ХХ сторіччя. У будинку було сім електрифікованих квартир: дво- та трикімнатні на першому поверсі (для служниць, кімната для гувернантки, запасна кімната, буфетна, посудомийна, два клозети, дві комори), шестикімнатна — на другому, восьмикімнатні — на третьому та шостому, дев'ятикімнатна — на п'ятому та десятикімнатна — на четвертому.
Доволі скромна за розмірами земельна ділянка використовувалася проте раціонально. На подвір'я в'їжджали повз подвійні арки пандусом, з'єднані з цегляною підпірною стіною. Ліворуч від центрального фасаду тішив око камерний садок з альпійською гіркою та фонтаном.

### Зовнішнє оздоблення
Фасади оздоблені з характерним для модерну використанням різних стилів. «Будинок з химерами» отримав у народі таку назву завдяки скульптурним прикрасам на міфологічну та мисливську тематики на фронтоні. Цікавим є використання високого парапету на даху, що дозволило практично сховати покрівлю — перша будівля «без даху» в українській столиці.
Скульптурні прикраси за власними ескізами Владислава Городецького виконано його незмінним компаньйоном — міланським скульптором Еліо Саля. Над скульптурною битвою орла і левиці надряпано автограф майстра: «E. Sala. 1902». У стіну будівлі вмуровані бетонні голови: слонів, носорогів, антилоп та крокодила. На колонах причаїлися ящірки. За водостоки правлять голови слонів. На даху гігантські жаби, морські чудовиська та нереїди. Замість волосся на голові вони несуть ланцюги, фантастичне листя та квіти. На розі будівлі розташований велетенський пітон.
Владислав Городецький — особистість непересічна та загадкова. Окрім захоплення архітектурою, він полюбляв і полювання. Стояв біля витоків створення мисливського товариства у Києві, мріяв взяти участь в африканському сафарі. Тому, можливо, він і оздоблював фасад власними мріями для себе на своє 40-річчя. Ось як описував будинок мистецтвознавець Сергій Гіляров:
|  | З кутків даху спускають свої вуса-щупальця потворні дельфіни, їхні хвости, переплітаючись, чітко профілюють на тлі неба. На спинах дельфінів сидять оголені жіночі фігури з тризубами в руках; уздовж карнизів розмістилися величезні жаби; стовбурами колон, обабіч парадного входу, вилазять бадьорі ящірки; в орнамент капітелей уплетені морди носорогів, а лиштви вікон зображають слонячі голови... |

Парадні сходи не менш дивовижні, ніж зовнішнє убрання будинку. Еліо Саля прикрасив їх ліпним фризом, рельєфами, в центрі помістив колону із зображенням обвитого рослинами величезного дельфіна. На п'єдесталі кутової огорожі орел роздирає здобич — пораненого лева.

### Внутрішнє оздоблення

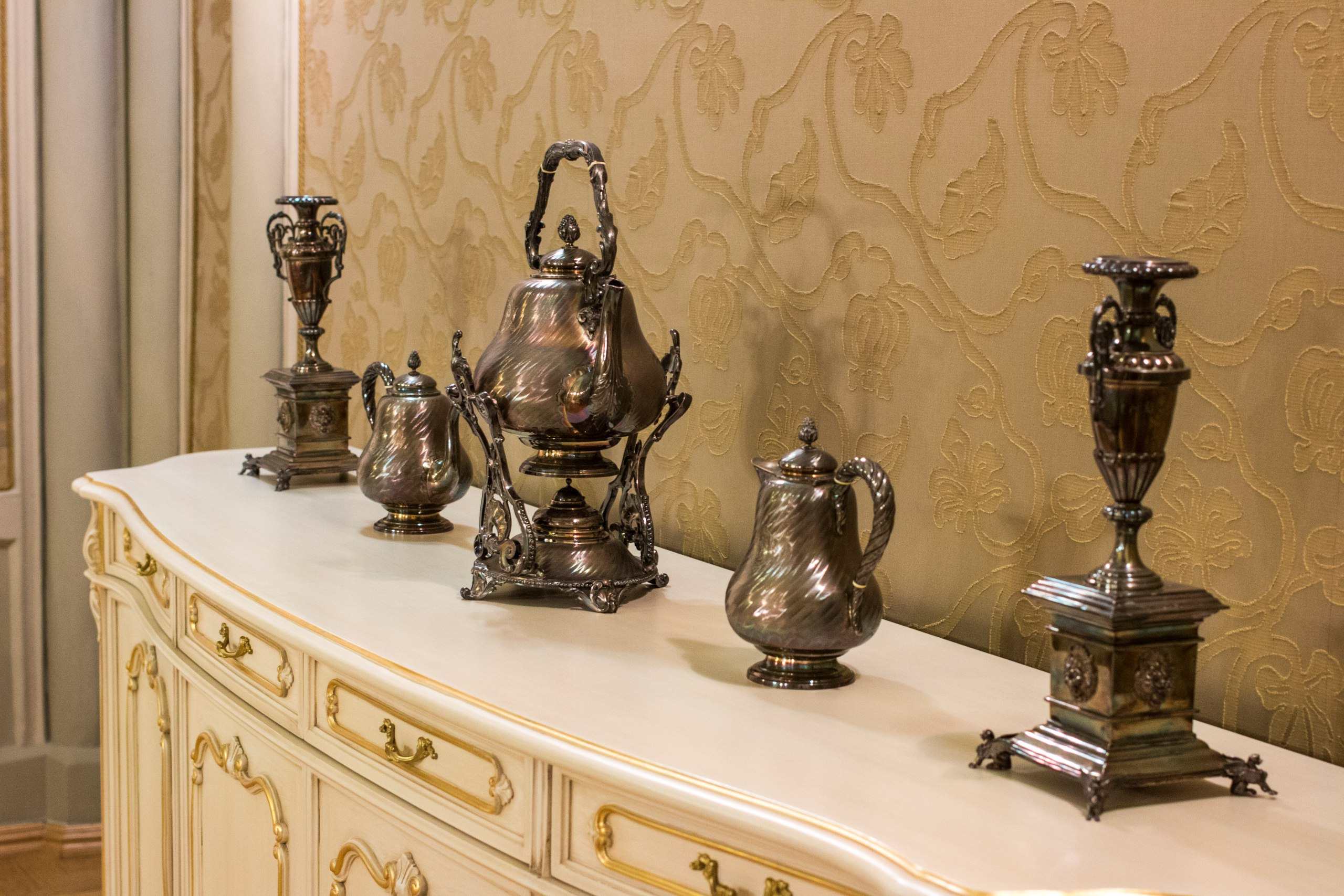
Приклад інтер'єру Будинку із химерами

Зовнішньому вигляду будинку повністю відповідають його інтер'єри з художніми розписами, мармуром, ліпним декором, дерев'яним різьбленням, інкрустацією. Велику художню цінність становлять каміни відомої німецької фірми Мейсона. Тут і гвинтові сходи, і вітражі на мисливські теми, і багатокутні зали.
Стіни прикрашає ліпнина вздовж сходових маршів, що оточені фігурами путті з луками і стрілами, на балясинах — пташині лапи, на стелі — фризи з екзотичних рослин і фруктів, перемежовані скульптурними зображеннями черепів оленя, лося. При вході вас зустріне величезний спрут, ніби зроблений з найдрібніших морських мушель та морських зірочок. А насправді це звичайний, вкритий шаром перламутру гіпс. Стеля прикрашена ліпними ананасами. Наталія Косенко, керівник групи реставраторів, запропонувала відновити колірне оформлення інтер'єру. У результаті воно стало таким, яким було. А головні сходи тепер прикрашають зображення газелей — малюнки архітектора перенесли на стіни у вигляді фресок.
В центрі холу світильник-торшер у вигляді двох сповитих водоростями та квітками лотосу величезних риб із хвостами догори. Особливо пишно прикрашені плафони: гірлянди з фруктів і галузок винограду, ананаси, листя, квітки соняшника, морська тематика. У вестибюлі розетка плафона — морська зірка. Пілястри — страусові ніжки, стеля — численні витіюваті «фірмові» химери. Далі вас супроводжуватимуть картини на мисливські сюжети, якими розписані стіни. Між ними розвішані мисливські трофеї самого власника будинку — черепи, роги та безліч опудал.
|  | ...обшивка стін — вільха, 4 живописні плафони роботи Eugenio Sala, парадні мармурові сходи (з білого карарського мармуру в чорну жилку)... всі роботи з окуття дверей та вікон і всі декоративно-металеві вироби — бельгійське товариство металевих виробів, паркети — Здолбунівська паркетна фабрика «Тайкург», керамічна плитка для підлоги, ванн і клозетів — завод Бергенгейма в Харкові, облицювання стін у ванних — фаянсовими плитками Веллера, бронза та електричне освітлення — фабрика бронзи Сековського у Варшаві за спеціальними малюнками... |

У всіх приміщеннях є скульптури; наприклад, на стінах і стелі їдальні зображено всіляку мисливську здобич та їжу — биту птицю, риб, крабів, фрукти. Юдженіо Саля, брат скульптора, виконав мальовничі панно вздовж сходів, у житлових кімнатах. Всі люди, що входили в парадний вестибюль, відчували себе неначе на дні морському.
Груби — витвір фантазії. Майолікові кахлі, котрими їх облицьовано, виготовляли за ескізами художниці Єви Куликовської на київській фабриці Андржейовського. Серед тих, що вціліли, вирізняється груба в стилі рококо, що завершується жіночою фігурою із вазою. Зберігся і художній метал: пічні дверцята, віконні ґрати, гвинтові сходи, вентиляційні решітки.

## Історія

Первісний проєкт будинку із Химерами

### Спорудження, рання історія
Декоративний стиль модерн не є характерним для початку XX століття на території України. Але майстер будував його фактично для себе — з 1903 по 1913 роки він жив та працював на Банковій, 10. Владиславу Городецькому вдалося на цьому місці майже за безцінь — 15 640 карбованців, придбати 1 550 м² землі в кредит. Ділянка вважалась непридатною для забудови через надто крутий схил, однак це не засмутило професіонала будівничої справи. Владислав Городецький зміг раціонально використати невеликий земельний майданчик та обійти складні умови ґрунтів. Для зміцнення стійкості схилу було вбито майже 50 бетонних набивних паль, розроблених інженером А. Е. Страусом, на глибину 5 метрів. Для більшої безпеки зверху паль було покладено бетонні «подушки».
Матеріалом для зведення був обраний бетон. Задля реклами свого товару Ріхтер, власник одного з перших цементних заводів у Києві, начебто, безкоштовно постачав цемент на будівництво Городецького.
|  | Ви мусите переконати всіх, що цемент надійніший будівельний матеріал, ніж вапно. |

Проте відомо, що архітектор сам був співвласником заводу «Фор».

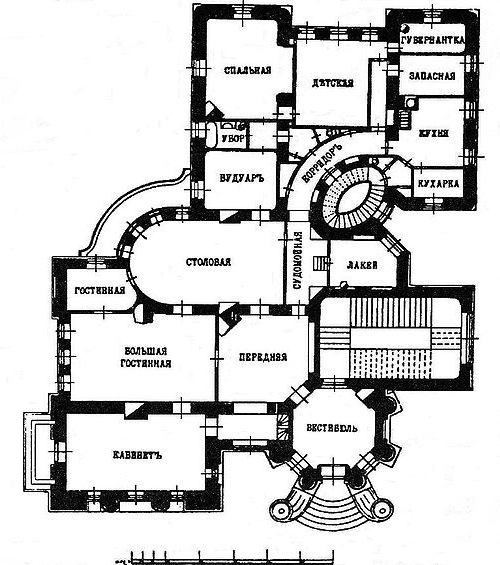
Оригінальне креслення плану власного помешкання виконане Городецьким на початку 1900-х

Будинок було зведено вже в 1901 році. Це коштувало архітектору 65 тис. карбованців. Роботи з внутрішнього та зовнішнього оздоблення затягнулись ще на два роки. У 1903 році всі роботи були закінчені, крім оздоблення парадних сходів. Заселення будинку мешканцями відбулося у 1904 році.
Сам господар оселився в квартирі № 3, площею 380 м², що виходила в першому рівні на Банківську вулицю, а інші шість квартир здавав в оренду. Під вестибюлем господар обладнав майстерню. Вартість оренди сягала досить значної суми — 3 500 карбованців на рік. Кожній родині надавався персональний винний підвальчик, склад для дров, стайня, сарай для екіпажу, кімнатка для кучера і навіть корівник. Молоко мешканці цього будинку пили від власних корів. Тут, наприклад, знімав квартиру Всеволод Голубович — прем'єр-міністр Української Народної Республіки.
Можливо, Городецький збирався будувати поруч із «Будинком з химерами» ще одну будівлю. Він придбав сусідню ділянку землі, розташовану на такому ж самому крутому схилі (зараз на цій ділянці є сходи, що ведуть вниз, до театру Франка). Проте на сусідній ділянці архітектор так нічого і не побудував. Восени 1911 року він поїхав полювати до Африки. Занадто великі витрати поставили його в скрутне матеріальне становище. Влітку 1912 він вимушений був закласти своє нерухоме майно, як він думав, на деякий час, а як виявилось — назавжди. Викупити його так і не вдалось. У 1913 році знаменитий будинок перейшов у власність Товариства бурякоцукрового рафінадного заводу «Благодатинське», що очолював інженер Данило Балаховський, син київського купця, французький консульський агент у Києві, відомий меломан. У листопаді 1916 року дім Городецького перекупив Самуіл Німець, купець першої гільдії.

### За часів радянської влади
Після революції 1917 року будівлю було націоналізовано і деякий час дім використовувався як житло, розміщувався штаб військово-трудової дружини. Потім нова влада розмістила тут Ветеринарне управління Київського військового округу. У 1930-ті роки кияни називали цей будинок не інакше як «Морське дно», стверджуючи, що будинок належав відставному адміралові. У березні 1944 Раднарком та ЦК КПУ вирішили передати його для житла працівникам театру ім. Франка, що поверталися з евакуації. Проте вже того ж року його передали ЦК КПУ, а держслужбовці влаштували в ньому свій медичний заклад — поліклініку № 1.

### Сучасність

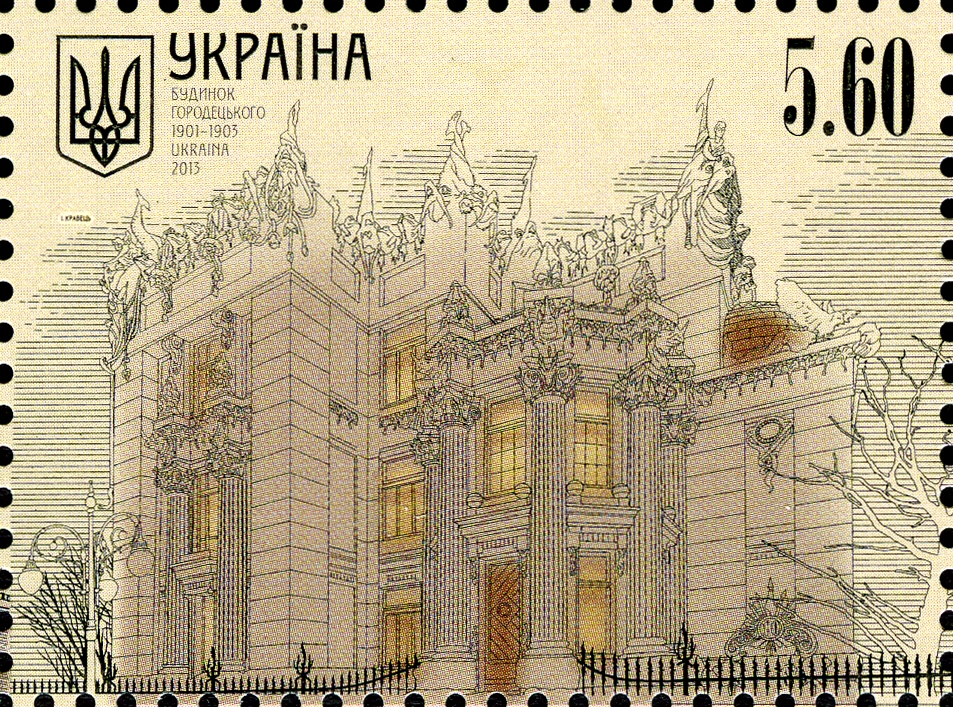
Поштова марка України, 2014

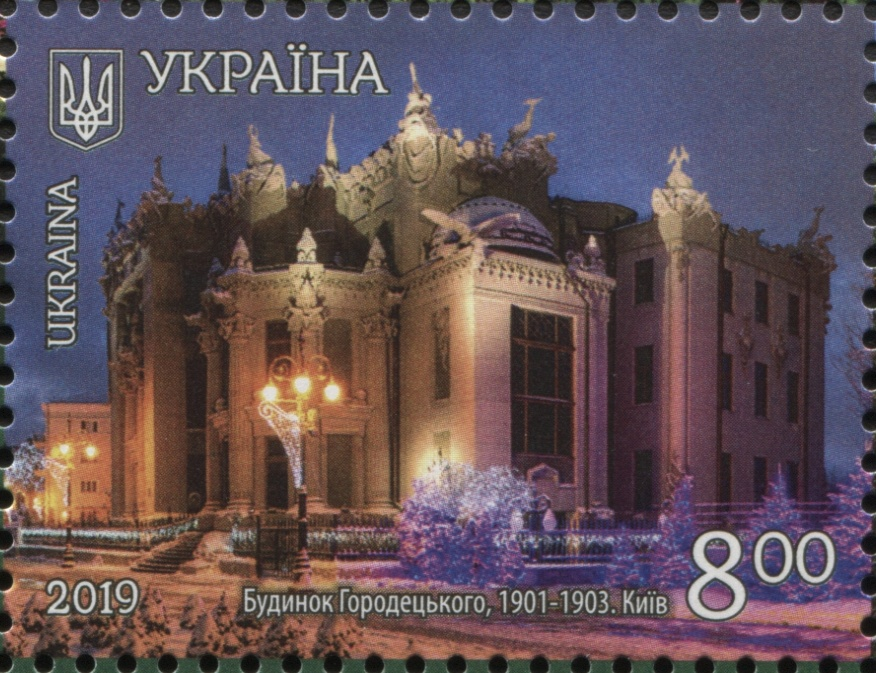
Марка «Будинок Городецького, 1901—1903. Київ» із блоку «Краса і велич України. Київ», 2019

За часів незалежності будівля спочатку належала Міністерству охорони здоров'я України. Пізніше «Будинок з химерами» мав статус музейно-культурного центру. На його базі як філію Національного музею було створено центр «Шедеври мистецтва України».
У 1998 році було розроблено проєкт реконструкції «Будинку з химерами». З плином часу будинок розколовся навпіл — ширина тріщини становила 40 см, за сто років палі втратили свою опорну функцію. Бо лише під половиною будинку вбили палі, решта зведена на звичайному стрічковому фундаменті. Будинок тріснув саме на стику цих фундаментів, і нахилився в бік резиденції Президента України на 33 см, а в бік театру імені Івана Франка — на 10 см.
Під час реставрації під капітальними стінами забили нові палі на глибину 21 м. Повністю замінили шість перекриттів. Стелі з густою ліпкою перекріпили на металеві балки. Вирівняли перекошені каміни. 560 м² покрівлі замінили на мідну, відреставрували перекриття на горищі. Замінили усі ліфти. Відновлення інтер'єрів здійснювали за старими кресленнями, що збереглися. Після капітального ремонту, вартістю 166 млн грн. замість кошторисних 104,063 млн грн., який тривав до 2004 року, три поверхи (третій, четвертий та п'ятий) переобладнали під приміщення для проведення заходів за участю Президента України.

## Державні установи в будівлі
На першому та другому поверхах резиденції Глави держави розташовані службові кабінети працівників Департаменту з питань Державного Протоколу та Церемоніалу Офісу Президента України.
У будинку є зала для вручення вірчих грамот, урядова зала для підписання документів та мала зала для переговорів, приміщення для брифінгів та кімната для проведення урочистих святкових прийомів. Також є зала «тет-а-тет», де проводять зустрічі віч-на-віч у світлих блакитних тонах із китайськими мотивами — «китайська» кімната. Є також обідня зала, красиво оформлена, з овальним столом.

## Твори мистецтва
У залах резиденції можна побачити твори відомих художників. Наприклад, картина XVI століття — робота голландського майстра «Мадонна з немовлям». Є чотири величезні портрети князів Вишневецьких. Чимала колекція гравюр XVI століття.

## Будинок з химерами на марках

Блок із 5 марок, випущений Укрпоштою в 2021 році

У листопаді 2021 року Укрпошта випустила блок із 5 марок «Будинок з химерами. 1901-1903 рр. Київ»: «Будинок з химерами. Фрагмент декору», «Будинок з химерами. Двобій орла з пантерою», «Будинок з химерами. Африканські мотиви», «В. Городецький. 1863-1930», «Будинок з химерами. 1901-1903 рр. Київ»

## Легенди
Не останню роль у тому, що ця споруда набула величезної популярності і визнання, відіграли і легенди, які від самого початку овивали будинок.
Найпоширенішою серед них є легенда, за якою донька архітектора Владислава Городецького, який є автором цього витвору, втопилася у Дніпрі (за іншою версією — у Середземному морі) чи то через нещасне кохання, чи з якихось інших причин. Зрештою, схиблений від горя батько побудував на честь доньки будинок, убранство якого символізувало б підводне царство. Біографи Городецького встановили, що донька Олена (у шлюбі Яценко) під час будівництва була жива й здорова. Вона взагалі пережила батька на кілька десятиріч, переїхавши із власною родиною спочатку до Польщі, а потім, після закінчення війни, до Швейцарії. А люди просто пов'язали з новим будинком давню історію про загиблу в морі доньку попереднього власника маєтку — Федора Мьорінга.
Інша легенда стверджує, що будинок був зведений Городецьким, щоб виграти парі. Коли Городецький оголосив про свій намір будуватися на цьому місці (на крутому обриві, до того ж, раніше на місці театру імені Франка, який знаходиться поряд, було озеро), то побився об заклад, що через два роки він зведе тут власне житло. Тоді відомий київський архітектор Олександр Кобелєв приклав руку до чола зодчого і з пафосом виголосив:
|  | Ви, добродію, божевільний. Тільки божевільному може спасти на думку така ідея. |

Однак парі Городецький виграв.
Також існує думка, що перед тим як покинути будинок, Городецький наклав на нього прокляття. Нібито всі мешканці особняка будуть нещасливі, і лише нащадки Городецького зможуть безперешкодно уживатися з химерами. Прихильники цієї версії вказують на те, що контори, які володіли тут приміщеннями або орендували їх, банкрутували — їхні фонди таємничо зникали, організації розформовувалися.
Подейкують навіть, що автором проєкту був не Городецький, а інший архітектор — Микола Добачевський, хоча під проектом стоїть підпис Городецького, або що цей будинок архітектор будував не для себе, а для коханки. Проте, як там було насправді, достеменно невідомо.

## Галерея нічних зображень

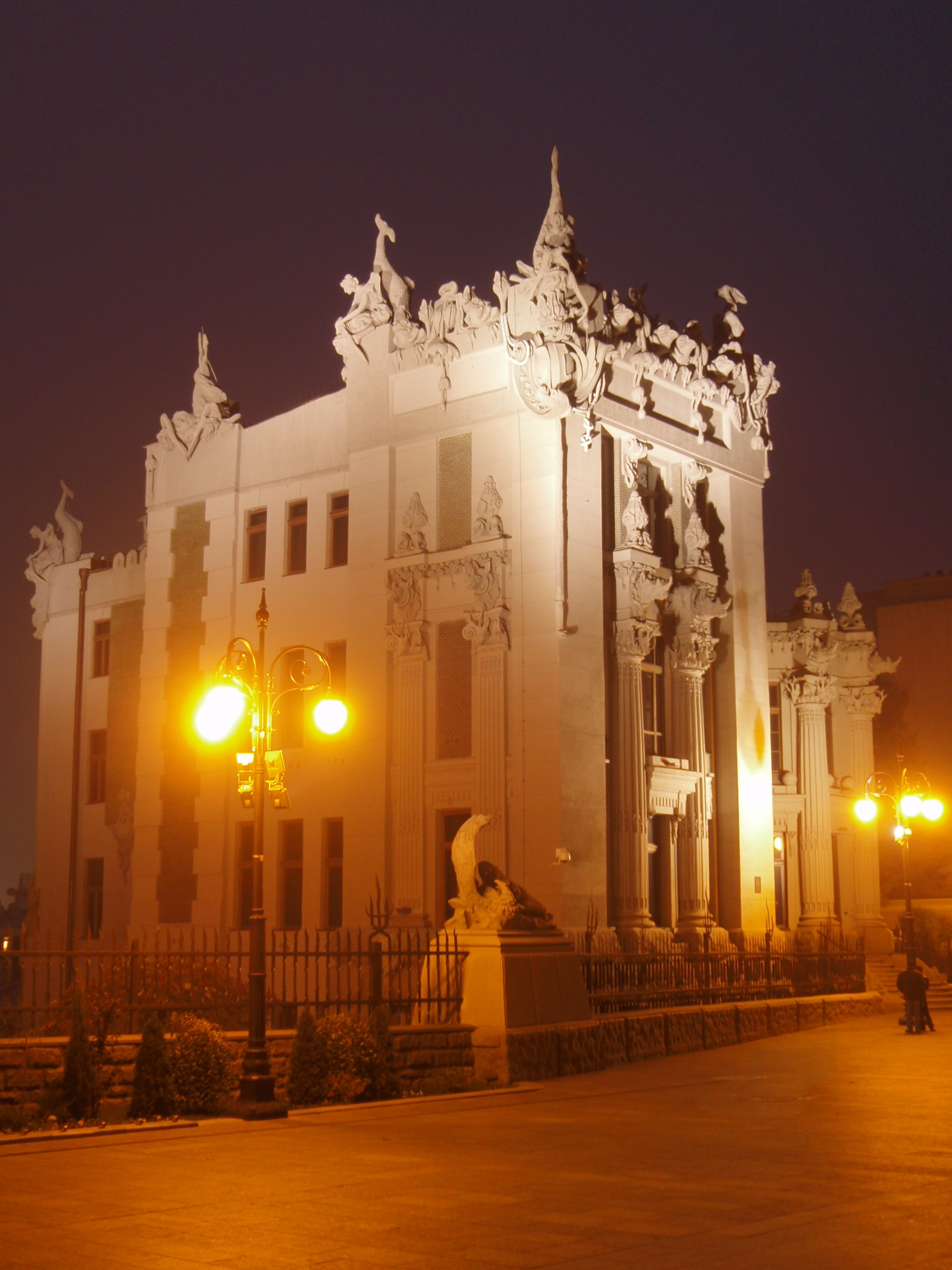
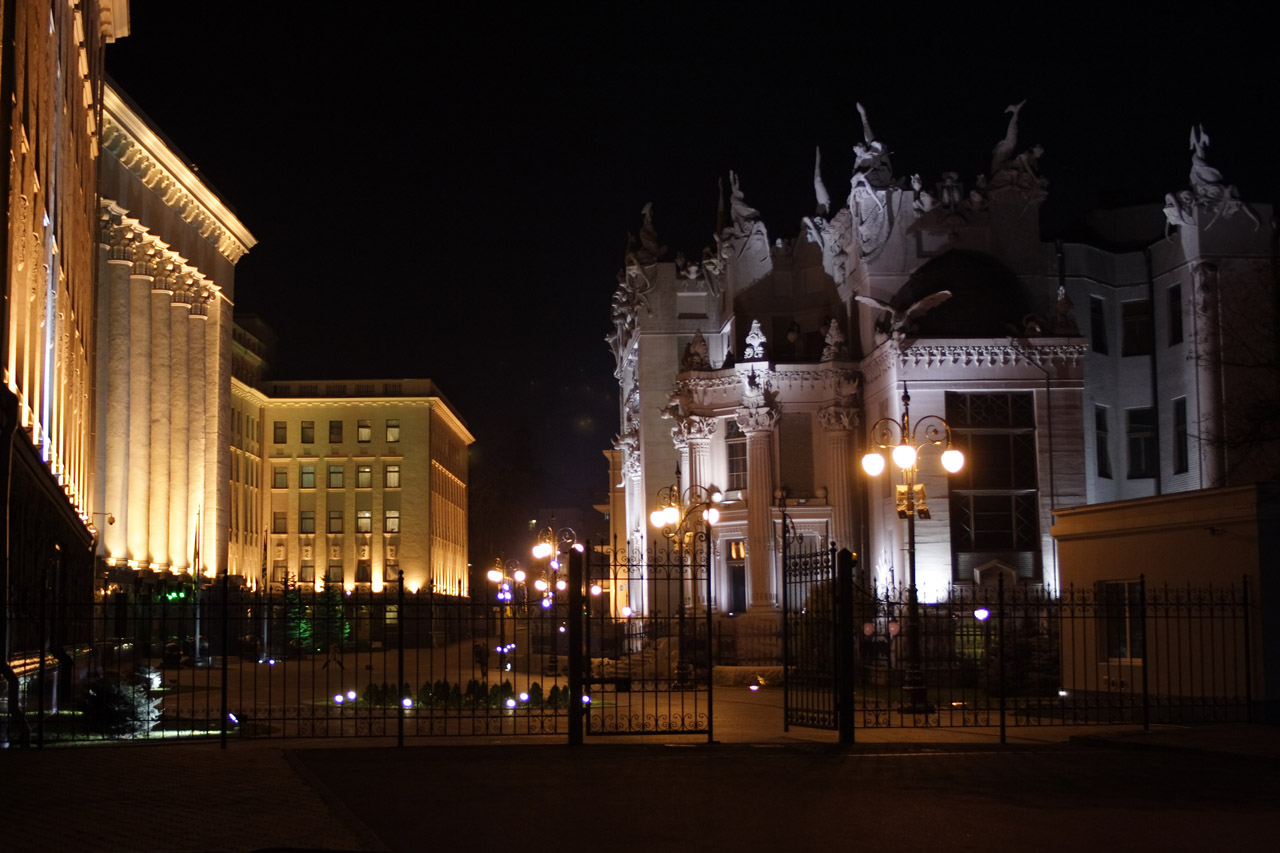
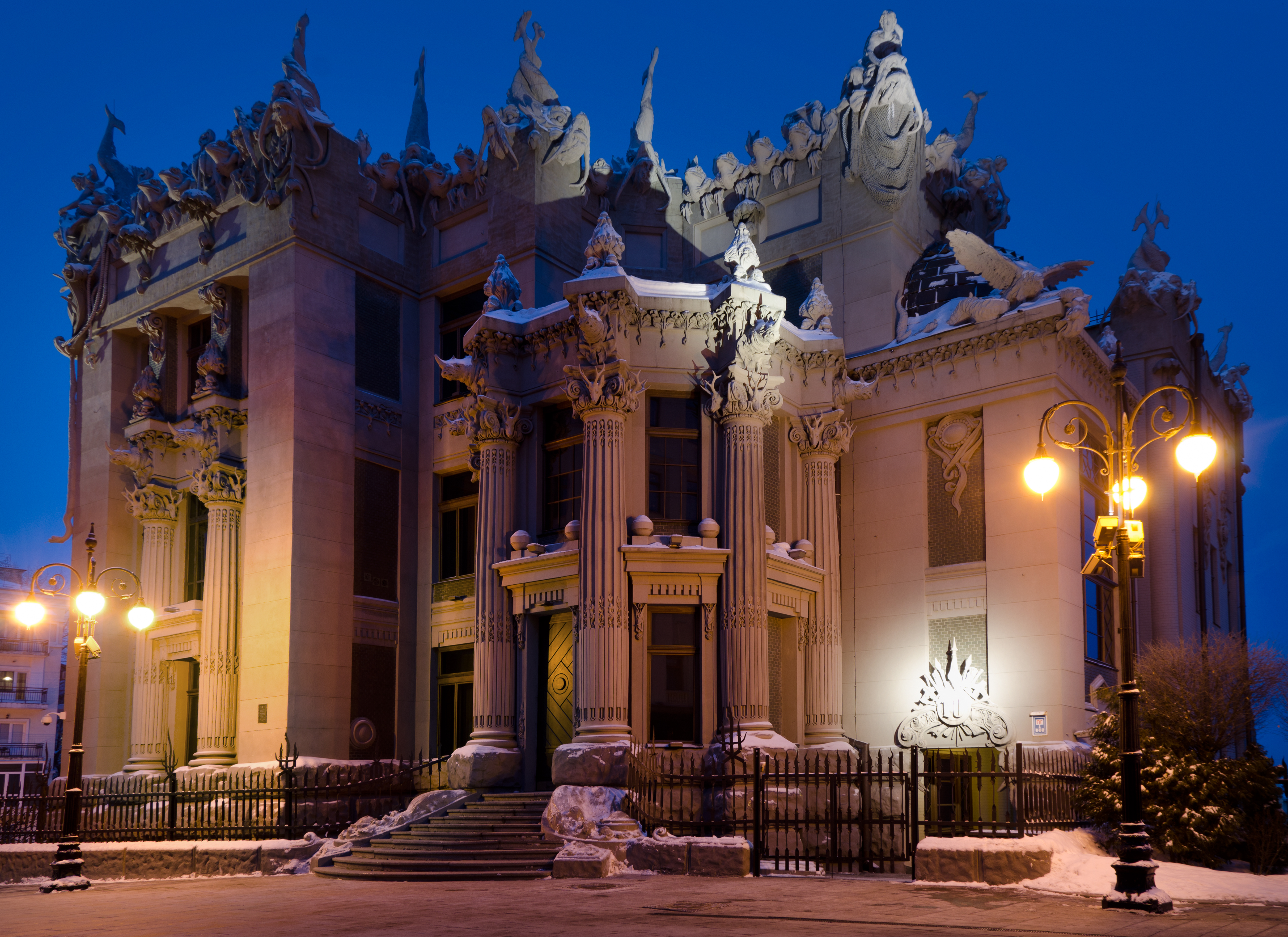
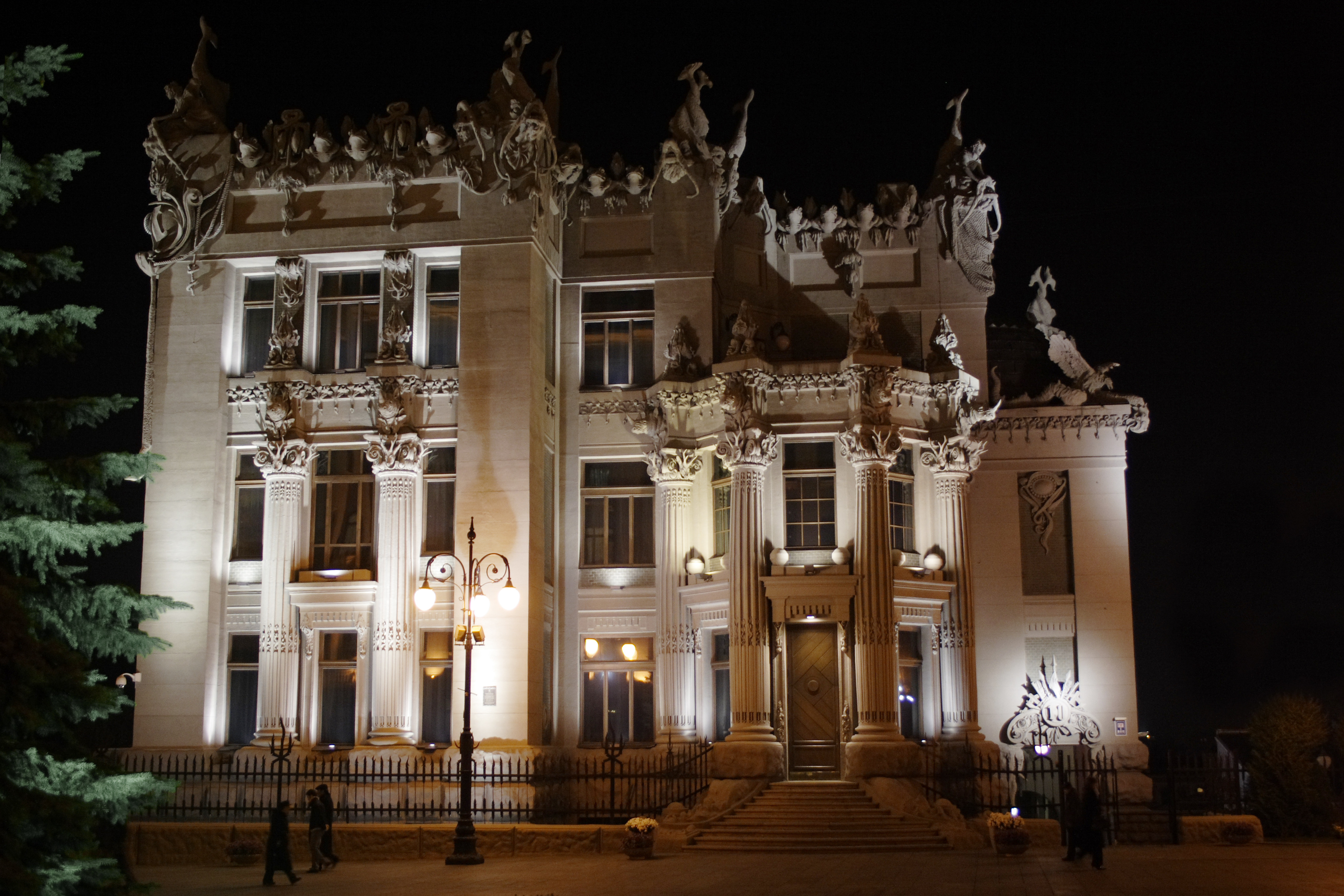